# Hephthopelta aurita
Hephthopelta aurita is een krabbensoort uit de familie van de Chasmocarcinidae. De wetenschappelijke naam van de soort is voor het eerst geldig gepubliceerd in 1932 door Rathbun.